# Слива сивувата
Слива сивувата, вишня сивувата (Prunus canescens) — вид квіткових рослин із підродини мигдалевих (Amygdaloideae).

## Біоморфологічна характеристика

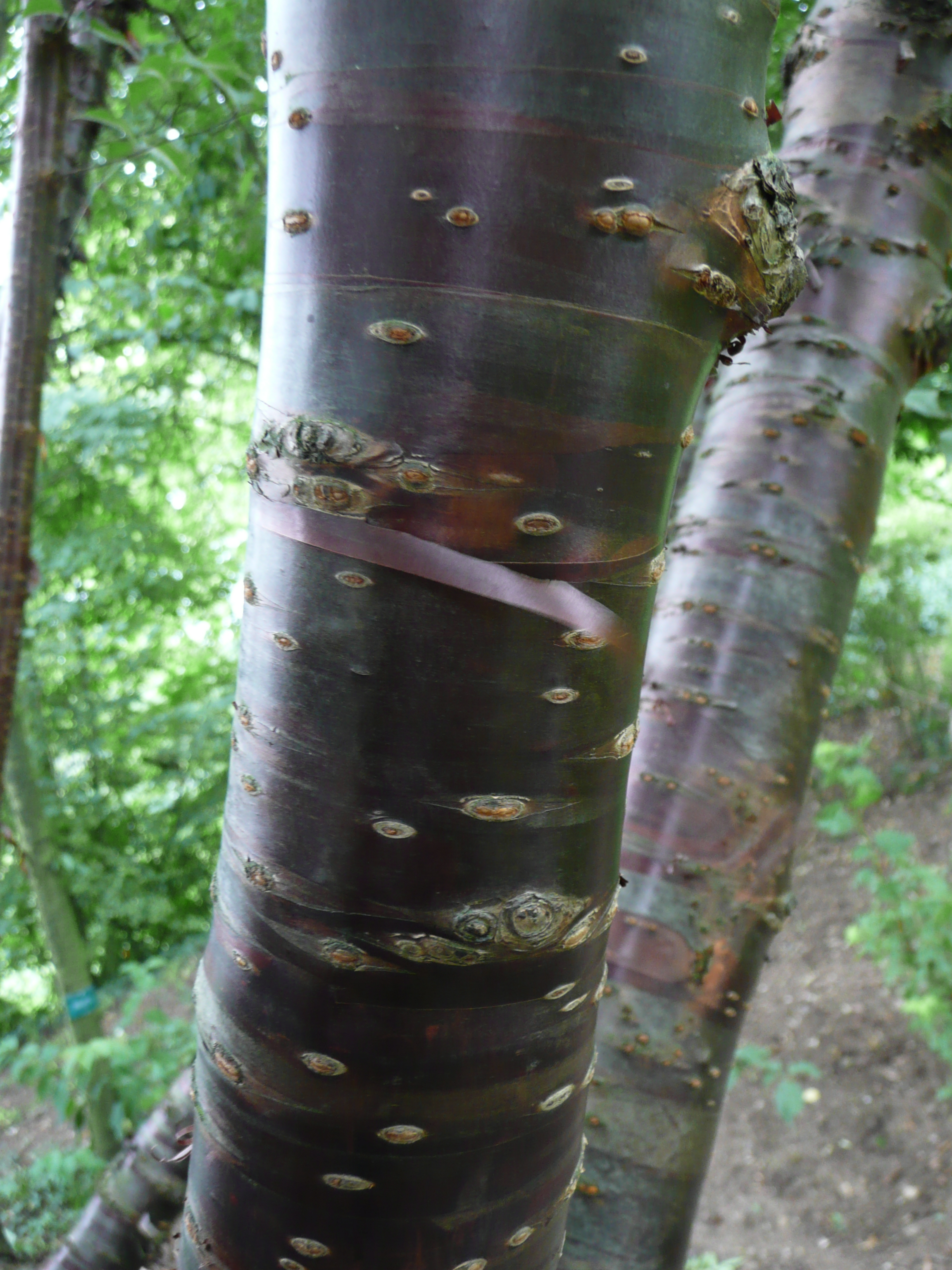

Це листопадний кущ, 180–300 сантиметрів у висоту. Іноді вирощується як декоративна рослина через привабливу блискучу коричневу кору.

## Поширення, екологія
Ареал: Китай (Хубей, Сичуань). Населяє скелі.

## Використання
Плоди вживають сирими чи приготовленими; мають приємний вишневий смак. З листя можна отримати зелений барвник. З плодів можна отримати барвник від темно-сірого до зеленого. Використовується як підщепа для вишні. Він сумісний з більшістю сортів черешні та дає невеликі дерева з відкритим типом росту. Урожай плодів, як правило, дуже хороший. Цей вид є третинним генетичним родичем як черешні (Prunus avium), так і вишні (Prunus cerasus), і вже використовувався для надання стійкості вишні до шкідників.